# Levantamiento de Jintian
El Levantamiento de Jintian fue una revuelta armada declarada formalmente por Hong Xiuquan el 11 de enero de 1851 durante la última Dinastía Qing. El levantamiento recibió su nombre de la base rebelde en  Jintian, una ciudad en Guangxi dentro de la actual Guiping. Marcó el comienzo de la Rebelión de Taiping.

## Antecedentes
En 1843 Hong Xiuquan, Feng Yunshan y Hong Rengan fundaron la Sociedad de Adoradores del Emperador (chino simplificado: 拜上帝会; chino tradicional: 拜上帝會; pinyin: Bài Shàngdì Huì), una secta sincrética, en el condado de Hua (花 縣; actual Distrito de Huadu, Guangdong). Al año siguiente viajaron a Guangxi para difundir sus enseñanzas a la población campesina. Después de eso, Hong Xiuquan regresó a Guangdong para escribir sobre sus creencias, mientras que Feng Yunshan permaneció en el área del Monte Zijing (紫荊山) para reunir a personas como Yang Xiuqing y Xiao Chaogui para que se unieran a su secta.

## Organización
Alrededor de 1849, estalló una hambruna en Guangxi y la Tiandihui (Sociedad del Cielo y la Tierra) se rebeló contra la Dinastía Qing gobernante.
En febrero de 1850, un cuerpo local Qing pasó por varias aldeas Adoradoras y amenazó con matar a los conversos. En respuesta, Feng Yunshan comenzó a llamar a la rebelión abierta de los Adoradores. En julio de 1850, los líderes de los Adoradores dirigieron a sus seguidores para que convergieran en Jintian y rápidamente reunieron una fuerza de 10.000 a 30.000 personas. En preparación para un levantamiento, Hong organizó a estos hombres en formaciones militares, cada una dirigida por comandantes con rangos militares: un mariscal (軍帥) comandaba cinco mariscales de división (師 帥); cada mariscal de división comandaba cinco mariscales de brigada (旅 帥); cada mariscal de brigada comandaba cinco jefes de infantería (卒 長); cada jefe de infantería comandaba cuatro mayores (兩 司馬); cada uno de los principales comandaba cinco líderes de empresas (伍 長); cada líder de compañía tenía cuatro soldados bajo su mando. El número total de oficiales y personal alistado llegó a 13.155 a fines de ese mes, y también se crearon rangos civiles para gobernar a la población civil restante.
El ejército imperial Qing en Guangxi no era especialmente fuerte, con sólo unos 30.000 soldados, y estaba ocupado en reprimir la rebelión de Tiandihui. Hong Xiuquan y sus seguidores fueron capaces de crear sus fuerzas sin que el gobierno se diera cuenta. 

## Movimientos de apertura
En el duodécimo mes lunar de 1850, Li Dianyuan (李殿元), comandante del ejército Qing en Xunzhou, dirigió sus tropas para rodear una de las residencias de Hong Xiuquan en la aldea de Huazhoushanren (花洲山人村), en el condado de Pingnan (平南縣) en un intento de erradicar a los rebeldes. Sin embargo, Hong Xiuquan y Feng Yunshan fueron salvados por los refuerzos enviados por Yang Xiuqing, y regresaron a Jintian. El primer día del primer mes lunar de 1851, una fuerza imperial comandada por Zhou Fengqi (周鳳歧) y sus adjuntos Li Dianyuan e Iktambu (伊克坦布) lanzaron una ofensiva sobre Jintian. Sin embargo, los rebeldes se anticiparon al ataque y habían preparado una emboscada cerca del dique de Siwang (思旺圩) y de la aldea de Caijiang (蔡江村), a cinco kilómetros de Jintian. Las tropas gubernamentales fueron derrotadas por los rebeldes e Iktambu fue asesinado. 

## El levantamiento
El día 11 del primer mes lunar de 1851, que también era el cumpleaños de Hong Xiuquan, la Sociedad proclamó el levantamiento en Jintian, declarando la formación del Reino Celestial de Taiping.
Se establecieron cinco reglas para su ejército:
- Seguir las órdenes.
- Los hombres y las mujeres debían estar separados durante el movimiento.
- No cometer ningún error.
- Ser justos y armoniosos.
- Cooperar y no retirarse durante la batalla.

Los rebeldes se cambiaron de ropa, se dejaron el pelo largo (los hombres previamente tenían que llevar el pelo en una cola de acuerdo con la ley Qing) y se ataron una tela roja alrededor de la cabeza. El día 13, se dirigieron a Dahuangjiangkou (大 湟 江口).

## Choques posteriores
Mientras los rebeldes se movían hacia el sureste, los rebeldes de Tiandihui con un total de más de 2,000 liderados por el general Luo Dagang (羅大綱) y Su Sanniang (蘇 三娘) se unieron a Hong Xiuquan. Mientras tanto, el oficial de Qing Li Xingyuan (李 星 沅) ordenó al general Xiang Rong que dirigiera a 2 000 hombres para atacar a los rebeldes, con una fuerza de apoyo adicional de 1000 de Guizhou. El día 18 del segundo mes lunar de 1851, a Xiang Rong se le unieron otros ejércitos imperiales liderados por el general Li Nengchen (李 能 臣) y el general Zhou Fengqi, y atacaron Dahuangjiangkou simultáneamente de este a oeste. Sin embargo, entraron en campos de minas instalados por los rebeldes y fueron emboscados, sufriendo varios cientos de bajas. Las fuerzas gubernamentales se vieron obligadas a detener su ofensiva y adoptar una táctica de asedio.
Los rebeldes se retiraron al amparo de la oscuridad en la noche del día 10 del tercer mes lunar al condado de Wuxuan. Las tropas imperiales los persiguieron pero volvieron a ser emboscadas. Ambos contendientes llegaron a un punto muerto cerca de Sanli Dyke (三 里 圩). El día 23, Hong Xiuquan se declaró a sí mismo el "Rey Celestial" (天王). El tercer día del cuarto mes lunar, el gobernador Zhou Tianjue (周天爵) y Xiang Rong reunieron a más de 6.000 soldados para atacar, pero fueron rechazados por los rebeldes. Después de sufrir continuas derrotas, Li Xingyuan murió el día 12 del quinto mes lunar. Cuatro días después, los rebeldes rompieron el sitio y avanzaron hacia Xiangzhou (象 州). Las fuerzas Qing los persiguieron mientras el ejército imperial de 1.000 hombres recién desplegado desde Guangzhou, dirigido por el general Ulantai (烏蘭泰), estaba estacionado en la aldea de Liangshan (梁山村). La fuerza de Xiang Rong se desplegó en la cresta de Jie (界嶺) para bloquear la ruta de los rebeldes hacia el norte
En la batalla de la cresta de Du'ao (獨鰲嶺; situada al norte de la aldea de Liangshan), el ejército de Wulantai fue ataca fuertemente por las fuerzas rebeldes. Sin embargo, como las tropas gubernamentales poseían una ventaja geográfica, pudieron desviar los intentos de los rebeldes de romper el cerco. En el séptimo mes lunar los rebeldes se vieron obligados a retirarse de Xiangzhou a su base original en el monte Zijing (紫荊山), Guiping. Aunque el plan de expedición hacia el norte de los rebeldes no se materializó, sí lograron atraer a un gran número de clases bajas para que se unieran a ellos y obtuvieron una gran cantidad de suministros. Esto marcó el inicio de la Rebelión Taiping. 